# Sebastes oblongus
Sebastes oblongus és una espècie de peix pertanyent a la família dels sebàstids i a l'ordre dels escorpeniformes.

## Descripció
Fa 35 cm de llargària total.

## Reproducció
És de fecundació interna i vivípar.

## Alimentació
El seu nivell tròfic és de 3,72.

## Hàbitat i distribució geogràfica
És un peix marí, demersal i de clima temperat, el qual viu a les costes rocalloses del Pacífic nord-occidental: el Japó i Corea del Sud, incloent-hi la mar del Japó.

## Observacions
És inofensiu per als humans i el seu índex de vulnerabilitat és alt (61 de 100).